# Église Saint-Martin d'Irles
L'église Saint-Martin d'Irles est située à Irles, dans le département de la Somme, au nord-est d'Albert.

## Historique
L'église d'Irles fut détruite tout comme le village lors de la Première Guerre mondiale. Elle a été reconstruite pendant l'entre-deux-guerres et fut décorée par des artistes prestigieux.

## Caractéristiques
L'église Saint-Martin a été reconstruite en brique selon un plan basilical traditionnel par l'architecte amiénois Joseph Andrieu. Elle est dotée d'une nef à bas-côtés et d'un chœur terminé par une abside à cinq pans. Elle est dépourvue de transept mais dotée d'une tour-clocher formant porche.
L'intérieur conserve un chemin de croix dont les huit fresques sur ciment furent réalisées par Henri Marret en 1931. Les stations II et III, IV et V, X et XI, XII et XIII sont jumelées deux à deux dans une même fresque. Ce fut le dernier chemin de croix réalisé par Henri Marret. Ces fresques sont, aujourd'hui, endommagées par l'humidité. Les vitraux ont été réalisés par Georges Tembouret, maître verrier amiénois. Les ferronneries d'art : chandeliers, croix, couvercle des fonts baptismaux, lampes de sanctuaire, lustres, tabernacles, ont été réalisées par Adalbert Szabo, en 1934. Maurice Dhomme réalisa le décor en céramiquedu maître-autel, du ciborium, des deux autels latéraux, de la table de communion, de la chaire, des bénitiers et de la tribune.

## Photos

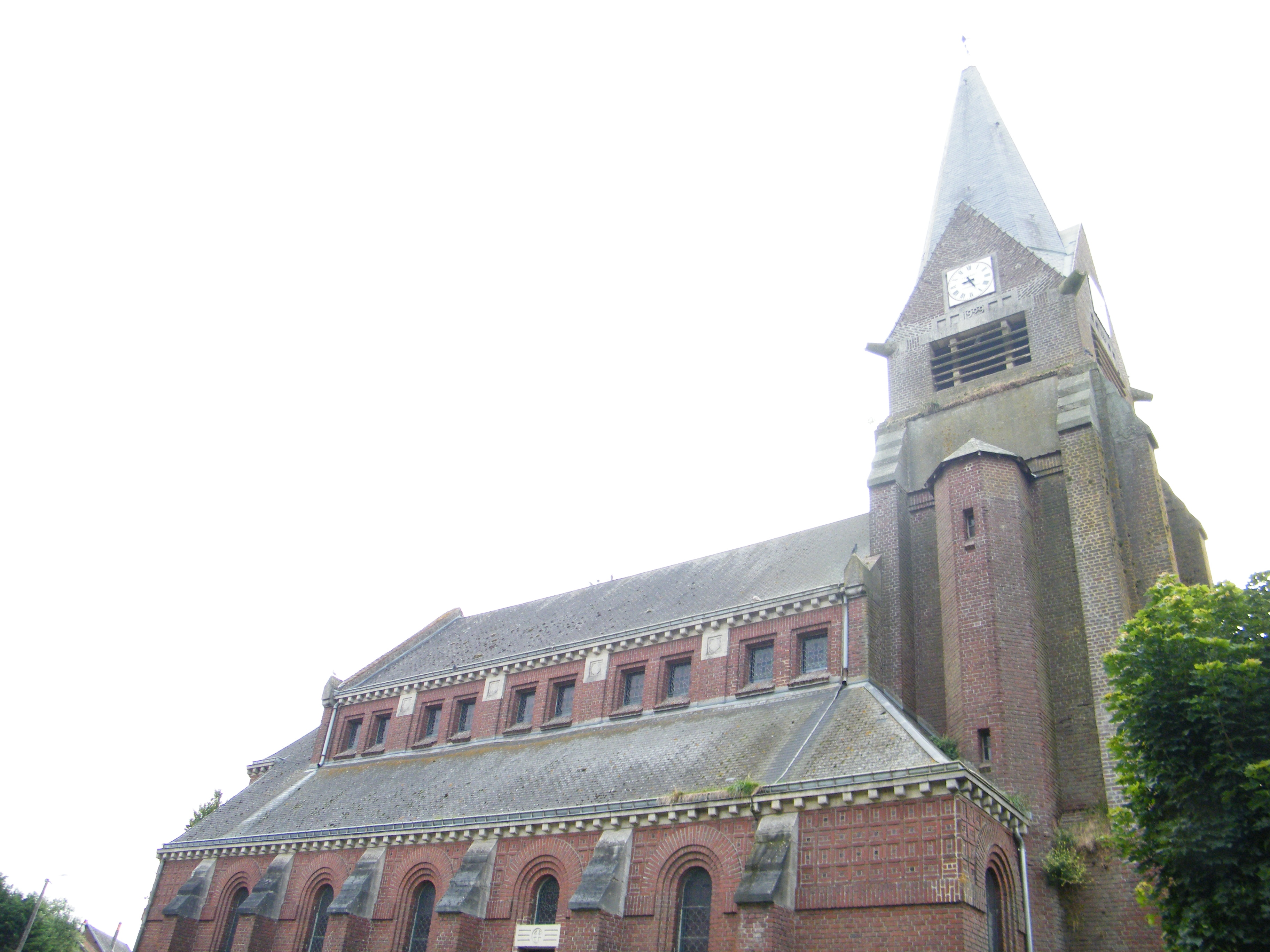
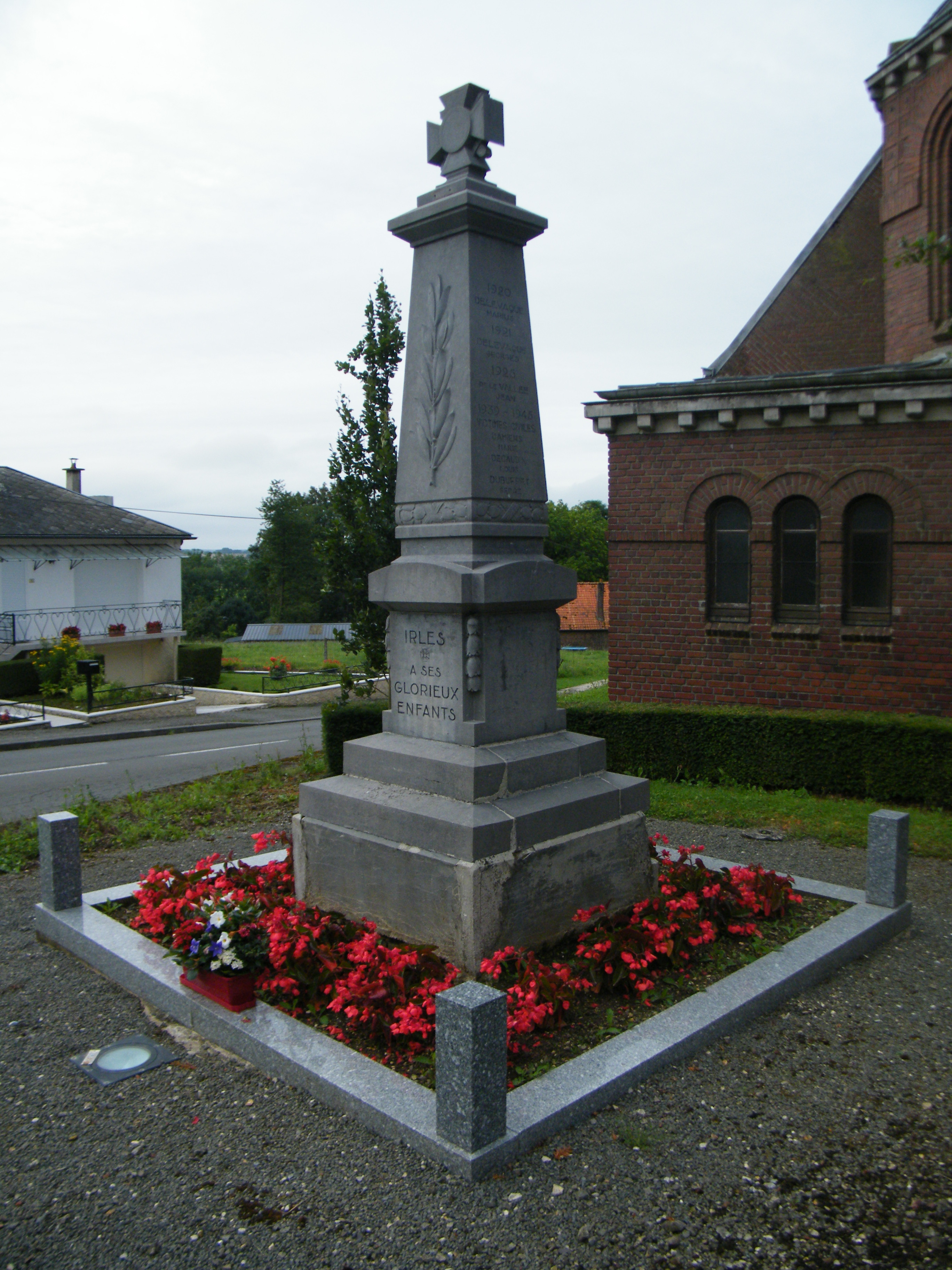
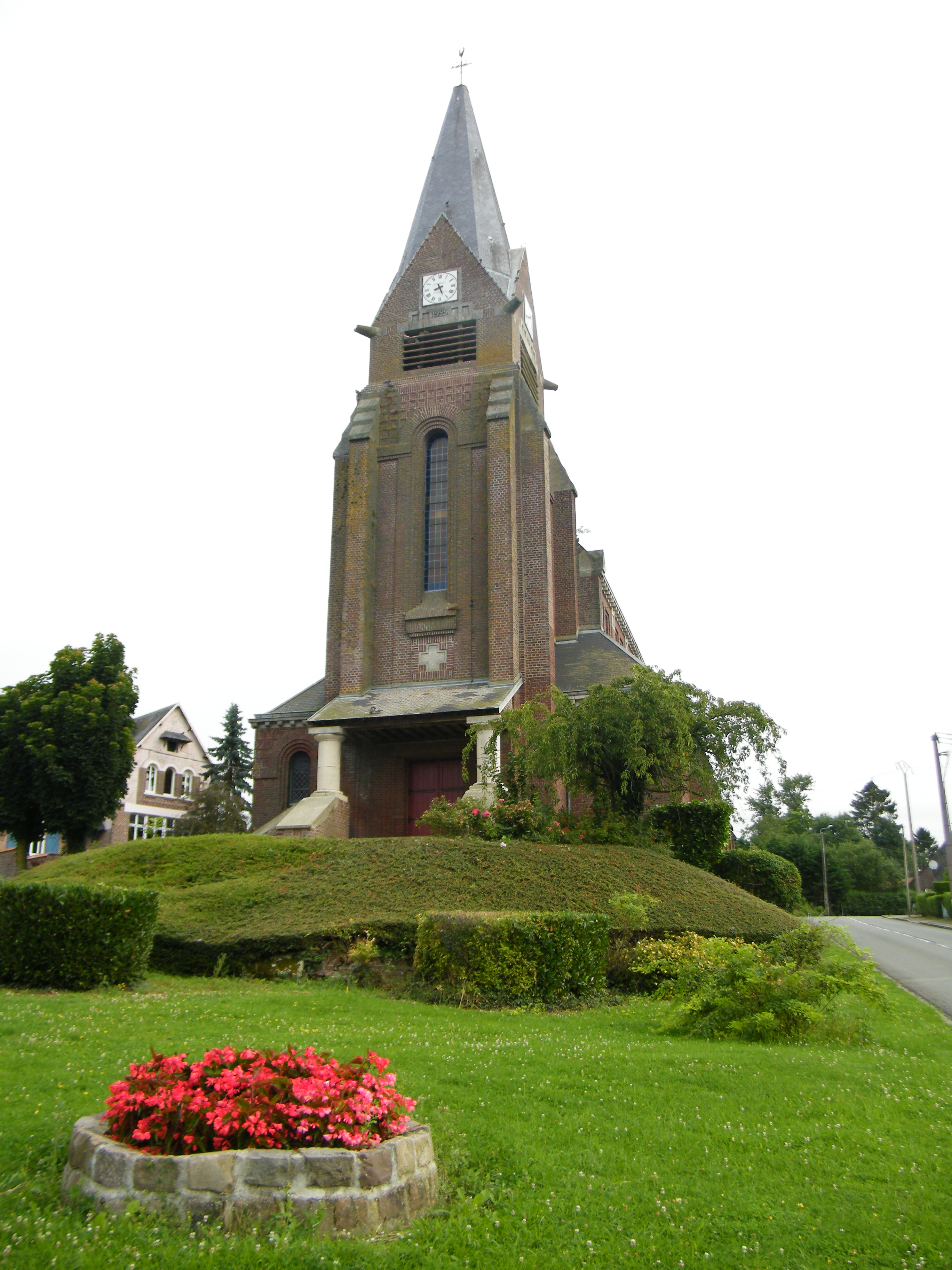